# Savignac-les-Ormeaux

Savignac-les-Ormeaux este o comună în departamentul Ariège din sudul Franței. În 1 ianuarie 2022 avea o populație de 397 de locuitori.